# Pteropodidae
Gli Pteropodidi (Pteropodidae Gray, 1821) sono una famiglia di pipistrelli, l'unica del sottordine dei Megachirotteri. Le specie appartenenti a questa famiglia sono comunemente note come volpi volanti, pipistrelli della frutta e rossetti.

## Descrizione

### Dimensioni

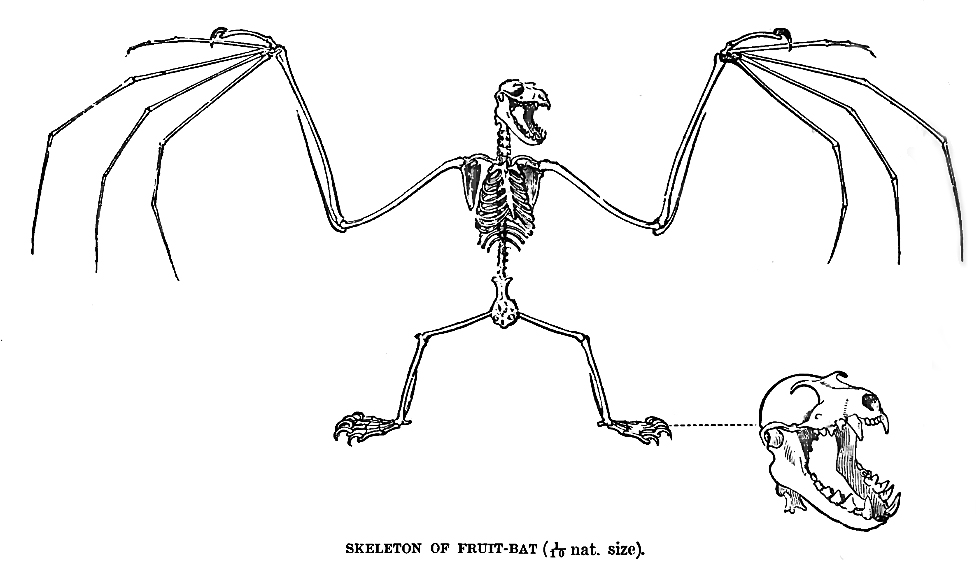
Scheletro di Pteropus giganteus

Questa famiglia comprende pipistrelli con la lunghezza dell'avambraccio tra i 45 mm di Balionycteris maculata e i 220 mm di Pteropus vampyrus, considerato il pipistrello più grande del pianeta. Il peso varia dai 15 g di Balionycteris maculata a oltre 1,6 kg di Pteropus neohibernicus.

### Aspetto
Il carattere distintivo della famiglia è l'aspetto semplice del padiglione auricolare, il cui margine esterno forma un anello completo. Non è presente alcuna foglia nasale, né particolari formazioni carnose sulle labbra. Gli occhi sono grandi, con una funzione visiva sviluppata, utile sia per il volo che per cercare il cibo. Il muso è generalmente allungato, e dona a questi chirotteri l'aspetto di una piccola volpe. L'ecolocazione, è presente soltanto in maniera rudimentale nei membri del genere Rousettus e forse anche in Nyctimene e Paranyctimene. L'olfatto è ben sviluppato, utilizzato principalmente per riconoscere le diverse specie di frutti e fiori, fonte principale della loro dieta. In diverse specie le narici hanno una forma tubulare e divergente. Questa caratteristica è estremizzata in Nyctimene e Paranyctimene.
C'è dimorfismo sessuale. I maschi sono spesso più grandi delle femmine, hanno di solito ghiandole odorifere sui lati del collo e canini più sviluppati. In alcune specie africane sono presenti una laringe ingrossata e delle particolari sacche faringee, utilizzate per produrre suoni caratteristici durante le stagioni riproduttive. Le membrane alari sono solitamente attaccate sui fianchi del corpo. In alcune specie l'attaccatura è lungo la spina dorsale, dando l'impressione di una schiena priva di peli. Il secondo dito dell'arto superiore è abbastanza mobile, ha 3 falangi ed è fornito solitamente di un artiglio. Le altre tre dita hanno 2 falangi ciascuna. La membrana interfemorale è poco sviluppata, limitata ad una banda lungo gli arti inferiori, connessa con il piede tramite il calcar. La coda è libera, non inserita nell'uropatagio e in alcune specie è del tutto assente. Soltanto in Notopteris è ben sviluppata e più lunga dell'arto inferiore.

## Biologia

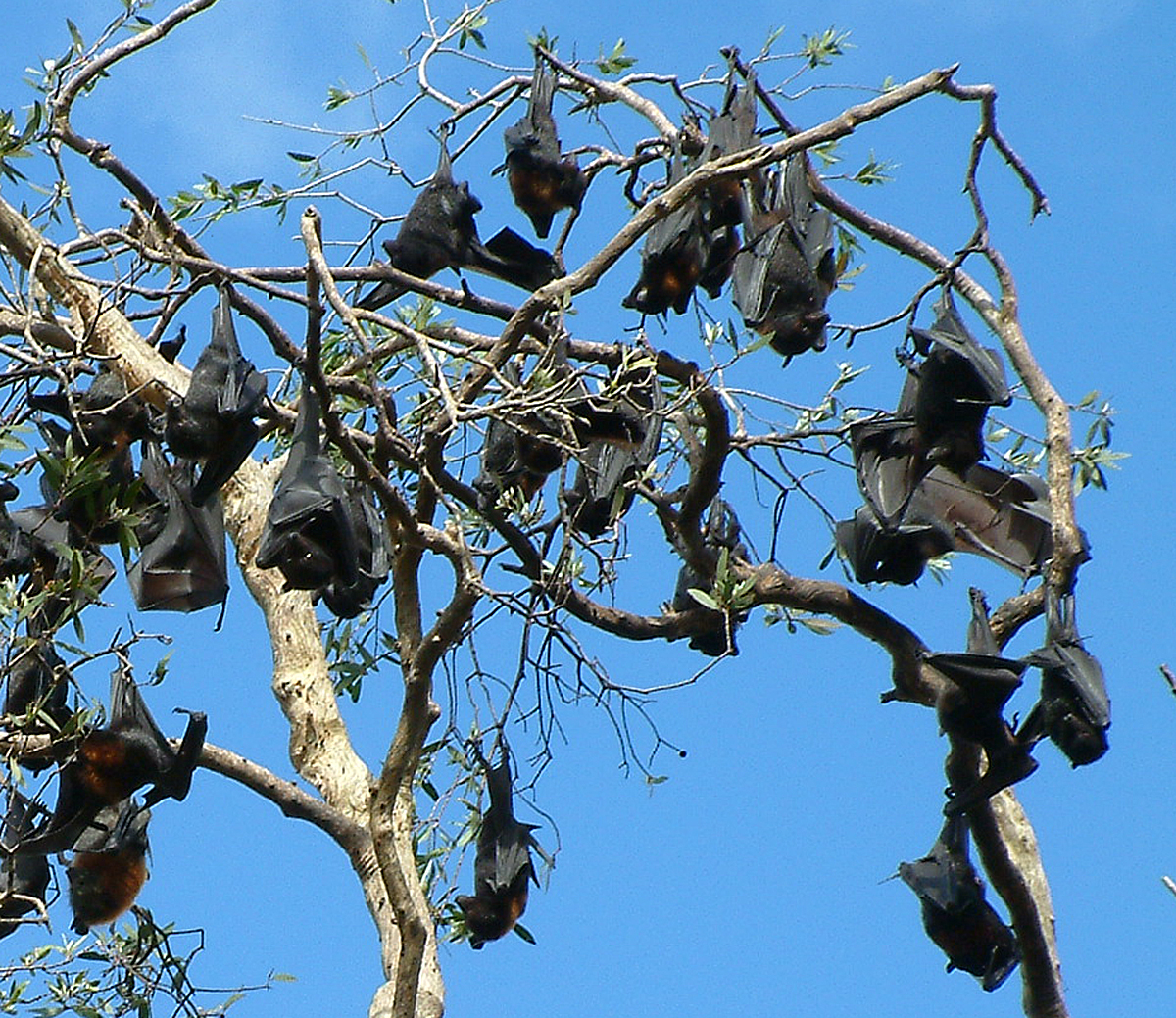
Colonia di Pteropus alecto

### Comportamento
Sono principalmente gregarie. Formano colonie numerose. Alcune specie, limitate a diverse isole remote, vivono solitariamente o in piccoli gruppi. Molte specie vivono sugli alberi nelle foreste primarie e secondarie, oppure vicino ai centri abitati, altre invece sono prevalentemente cavernicole. Solitamente sono attive al crepuscolo, quando abbandonano i siti dove riposano per recarsi nelle foreste o nelle piantagioni per 
mangiare. Non sono rare però specie prevalentemente diurne.

### Alimentazione
La dieta consiste principalmente di frutti e fiori di specie tropicali. Alcuni generi sono adattati a succhiare il nettare ed il polline tramite una lingua lunga ed estensibile. Favoriscono, con la dispersione dei semi non ingeriti e con il trasferimento di polline tramite il muso, alla rigenerazione di molte specie vegetali della foresta tropicale, particolarmente i Baobab del genere Adansonia e gli alberi del genere Kigelia. Nello stomaco di alcune specie di Nyctimene sono stati trovati resti di piccoli insetti. Non è chiaro se la loro ingestione sia stata involontaria oppure facciano parte integrante della loro alimentazione.

### Riproduzione
La maggior parte degli Pteropodidi danno alla luce un piccolo all'anno. È presente una stagione riproduttiva nella maggior parte delle specie.
La maturità sessuale viene raggiunta prima dell'anno di vita.
Le femmine hanno un solo paio di mammelle, all'altezza del torace, i maschi hanno il pene simile ad alcuni primati. È stato osservato in almeno due specie l'allattamento dei piccoli da parte dei maschi.
Individui in cattività sono vissuti fino a 30 anni.

## Distribuzione e habitat
Le specie di questa famiglia vivono nella zona tropicale del Vecchio Mondo. Sono diffusi nell'Africa subsahariana, nel Vicino Oriente, la Penisola Arabica meridionale, il Subcontinente Indiano, diverse isole dell'Oceano indiano, l'Indocina, la Cina meridionale, l'Indonesia, le Filippine fino alle isole Ryūkyū, le coste dell'Australia, la Melanesia fino a raggiungere le isole più remote della Polinesia, dove sono gli unici mammiferi autoctoni. Vivono principalmente nelle foreste primarie e secondarie. Diverse specie sono tolleranti alla presenza umana, popolando giardini, piantagioni ed anche città. Alcune specie sono adattate agli ambienti montani.

## Tassonomia
La suddivisione della famiglia è stata per molti anni soggetta a revisioni e miglioramenti, considerando anche gli ultimi studi filogenetici. La classificazione di Andersen, con gli adattamenti più evidenti sorretti dalle ultime scoperte, rimane tuttora valida, dividendo la famiglia in otto sottofamiglie:
- La lingua è normale.
  - Sono presenti quattro incisivi superiori.
    - Sottofamiglia Eidolinae
      - Eidolon - Pipistrelli della frutta paglierini

    - Sottofamiglia Pteropodinae
      - Tribù Pteropodini
        - Acerodon - Volpi volanti
        - Neopteryx - Pipistrelli della frutta dai denti piccoli
        - Pteropus - Volpi volanti
        - Styloctenium - Pipistrelli della frutta dal muso striato

      - Tribù Pteralopini
        - Desmalopex - Volpi volanti dalle ali bianche
        - Mirimiri - Volpi volanti dal muso di scimmia delle isole Figi
        - Pteralopex - Volpi volanti dal muso di Scimmia

      - Tribù Melonycterini
        - Melonycteris - Pipistrelli dei fiori

  - Sono presenti due o nessun incisivo superiore.
    - Sottofamiglia Harpyionicterinae
      - Tribù Harpyionicterini - Le ali non sono attaccate lungo la spina dorsale
        - Boneia - Pipistrelli della frutta di Manado
        - Harpyionycteris - Pipistrelli della frutta arpia

      - Tribù Dobsonini - Le ali sono attaccate lungo la spina dorsale
        - Aproteles - Pipistrelli della frutta di Bulmer
        - Dobsonia - Pipistrelli della frutta dal dorso nudo

  - Sottofamiglia Rousettinae
    - Tribù Rousettini
      - Pilonycteris - Rossetti di Sulawesi
      - Rousettus - Rossetti
      - Lissonycteris - Rossetti angolani

    - Tribù Eonycterini
      - Eonycteris - Pipistrelli della frutta mattutini

    - Tribù Scotonycterini
      - Casinycteris - Pipistrelli della frutta dal palato corto
      - Scotonycteris - Pipistrelli della frutta di Zenker

    - Tribù Epomophorini
      - Epomophorus - Pipistrelli della frutta dalle spalline
      - Epomops - Pipistrelli della frutta dalle spalline
      - Hypsignathus - Pipistrelli della frutta dalla testa a martello
      - Micropteropus - Pipistrelli della frutta dalle spalline nani
      - Nanonycteris - Pipistrelli della frutta dalle spalline nani di Veldkamp

    - Tribù Plerotini
      - Plerotes - Pipistrelli della frutta d'Anchieta

    - Tribù Myonycterini
      - Megaloglossus - Pipistrelli della frutta di Woermann
      - Myonycteris - Piccoli pipistrelli della frutta dal collare

  - Sottofamiglia Nyctimeninae
    - Nyctimene - Pipistrelli della frutta dalle narici a tubo
    - Paranyctimene - Pipistrelli della frutta dalle narici a tubo verdi

  - Sottofamiglia Cynopterinae
    - Tribù Balionycteriini
      - Aethalops - Pipistrelli della frutta pigmei
      - Alionycteris - Pipistrelli della frutta pigmei di Mindanao
      - Balionycteris - Pipistrelli della frutta dalle ali maculate
      - Chironax - Pipistrelli della frutta dalla testa nera
      - Dyacopterus - Pipistrelli della frutta dei Dayak
      - Haplonycteris - Pipistrelli della frutta pigmei di Fischer
      - Latidens - Pipistrelli della frutta di Salim Ali
      - Otopteropus - Pipistrelli della frutta di Luzon
      - Penthetor - Pipistrelli della frutta di Lucas
      - Sphaerias - Pipistrelli della frutta di Blanford
      - Thoopterus -Pipistrelli della frutta veloci

    - Tribù Cynopterini
      - Cynopterus -Pipistrelli della frutta dal muso corto
      - Megaerops - Pipistrelli della frutta senza coda
      - Ptenochirus - Pipistrelli della frutta muschiati
- La lingua è lunga ed estensibile.
  - Sottofamiglia Macroglossusinae
    - Macroglossus - Pipistrelli della frutta dalla lingua lunga
    - Syconycteris - Pipistrelli dei fiori

  - Sottofamiglia Notopterisinae
    - Notopteris - Pipistrelli della frutta dalla coda lunga

Generi estinti
- Archaeopteropus

## Evoluzione
Non è ancora chiara la linea evolutiva di questa famiglia. Generalmente si considera che tutti i Chirotteri abbiano un unico progenitore.
Teorie alternative, ormai smentite dai dati molecolari, proponevano l'ipotesi che la famiglia si sia evoluta dai primati e abbia acquisito le capacità di volare per convergenza evolutiva. 
Il fossile più antico, Archaeopteropus, rinvenuto in Veneto, risale all'Oligocene inferiore. Dai ritrovamenti effettuati, gli Pteropodidi risultano presenti in Africa dal Miocene inferiore, nel Madagascar ed in Indonesia dal Pleistocene, mentre nel resto dell'Areale odierno sono presenti soltanto in epoca recente.

## Rapporti con l'uomo
Gli Pteropodidi possono essere veicoli di numerosi agenti patogeni sia per l'uomo che per gli animali domestici. Ricercatori hanno isolato il virus Ebola in almeno tre specie africane. Gli animali infettati risultavano portatori sani, privi di qualsiasi sintomo.
Nel 2007, inoltre, il virus Marburg è stato individuato in esemplari di Rousettus aegyptiacus. In Asia alcuni studi eseguiti nel biennio 2009-2010 hanno evidenziato la presenza di Lyssavirus e Henipavirus (in particolare l'Hendra Virus e il Nipah Virus) in alcune specie di Pteropus.